# Находка (порт)
Порт Нахо́дка — российский морской порт федерального значения в заливе Находка и на северо-западном побережье Японского моря. Входит в крупнейший портово-транспортный узел России на Тихом океане «Восточный-Находка». Грузооборот в 2013 году составил 18,4 млн тонн.
Включает морские универсальные и нефтяные терминалы в заливе Находка, а также рыбные терминалы в бухтах Андреева, Подъяпольского, Южно-Морская, Гайдамак, Преображения, Моряк-Рыболов, Назимова, Пяти Охотников, Соколовская, а также в устье реки Опричнинка. Номенклатура грузов: уголь, нефтепродукты, контейнеры, рефгрузы.

## История
Торговое мореплавание на берегах бухты Находка относится к времени существования фактории Сибирского удельного ведомства в 1867—1873 гг. В гавани была построена пристань, склады и кузница для обслуживания морских судов. Большинство грузовых операций приходилось на ведомственный пароход «Находка». В 1906 году в устье Сучана была открыта грузопассажирская линия Владивосток-Находка. Пароход «Сибирь» общества Генриха Кайзерлинга совершал регулярные рейсы два раза в неделю. В 1930-е гг. в бухту Находка на берега одноимённого посёлка в районе мыса Шефнер была проложена железная дорога, построен пирс протяжённостью 125 метров, открыт порт-пункт Находка с конторой управляющего на улице Деловая (ныне Портовая).
7 октября 1939 года ЦК ВКП(б) и Совнарком СССР приняли постановление № 1646—399 «О перенесении Владивостокского торгового и рыбного портов в бухту Находка». Порт строился заключёнными ГУЛАГа под «Управлением исправительно-трудового лагеря и строительства № 213», а с 1942 года — «Дальстроя» НКВД. В 1938—1946 гг. в бухте Находка действовал пересыльный пункт СВИТЛага, с которого на судах «Дальстроя» — «Кулу», «Джурма», «Дальстрой», «Советская Латвия» и «Феликс Дзержинский» — в период навигации осуществлялась перевозка заключённых, прибывавших на станцию Находка, в Магадан. Отправка заключённых в бухте Находка продолжалась до взрыва на пароходе «Дальстрой» летом 1946 года.
В 1947 году у первых причалов Торгового порта под погрузку встало первое торговое судно — датский пароход «Грета Мерск». В 1950 году начинает работу Рыбный порт. В 1956, 1957 гг. открывается Находкинская база активного морского рыболовства и Приморский судоремонтный завод. В 1959 году создаётся предприятие по производству дноуглубительных работ в порту — «Дальтехфлот». В 1973 году запущены в эксплуатацию Восточный и нефтеналивной порты. В 2009 году были объединены администрации Торгового, Рыбного и Нефтеналивного портов Находки. На рыбных терминалах «Находкинского морского рыбного порта» реализуется программа по переоборудованию площадок для переработки контейнерных грузов.

## Портовые власти
Государственный контроль за обеспечение безопасности мореплавания и порядка в порту осуществляет федеральное государственное учреждение «Администрация морского порта Находка», возглавляемое капитаном порта Находка. В нефтеналивном порту действует филиал «Администрации морского порта Находка» под руководством капитана нефтепорта.
До 2009 года существовали самостоятельные администрации Торгового, Рыбного и Нефтеналивного портов. После упразднения «Администрации морского рыбного порта Находка», в территориальную подведомственность «Администрации морского порта Находка» вошли морские портпункты рыбных терминалов, расположенные за пределами залива Находка: Южная Ливадия, Южная Лифляндия, Путятин, Преображение, Моряк-Рыболов, Каменка.
Надзор за исполнением российского законодательства в порту осуществляет Находкинская транспортная прокуратура. Охрану общественного порядка обеспечивает Находкинский линейный отдел внутренних дел на транспорте. Пограничный контроль в порту осуществляет Находкинская служба территориального ФСБ России, в состав которой входит Находкинская Краснознамённая бригада пограничных сторожевых кораблей, дислоцированная на мысе Астафьева. Санитарный контроль в порту осуществляет находкинское отделение территориального управления Россельхознадзора. Таможенный контроль представляет Находкинская таможня, в подчинении которой находится побережье от города ЗАТО Фокино до границы Хабаровского края.

## Управление движением судов
Управления движением судов в заливе Находка и на подходах к нему производится системой управления движением судов в заливе Находка, входящей наряду с СУДС Владивосток в региональную СУДС залива Петра Великого. СУДС Находка была открыта 30 июня 1980 года. Состоит из центра СУДС на мысе Каменского при входе в бухту Врангеля и 3-х дистанционно управляемых радиотехнических постов на мысе Астафьева при входе у бухты Находка, на мысе Крылова при входе у бухты Козьмина, на мысе Поворотный при входе в залив Находка, а также на мысе Сысоева. Базовая станция ОВЧ связи СУДС расположена на РТПС «Новая Находка» (г. Хребтовая). Оператором СУДС Находка с 1992 года выступает компания «Норфес» (100 % государственное участие).

## Навигация
Навигация в порту Находка осуществляется круглогодично.
Акватория порта в заливе Находка состоит из внутреннего и внешнего рейдов. Порядок безопасного движения судов в заливе Находка определён Правилами плавания кораблей и судов в заливе Находка (изданы в 1983 году). Организация движения судов в заливе возложена на Центр управления движения судов, расположенным на мысе Каменского в заливе Находка. От лоцманской проводки в порту, согласно Правилам, освобождаются суда местного плавания и портофлота. На акватории залива установлены якорные места стоянки: отдельно для сухогрузов, российских танкеров, иностранных сухогрузов, иностранных танкеров, карантинная зона.

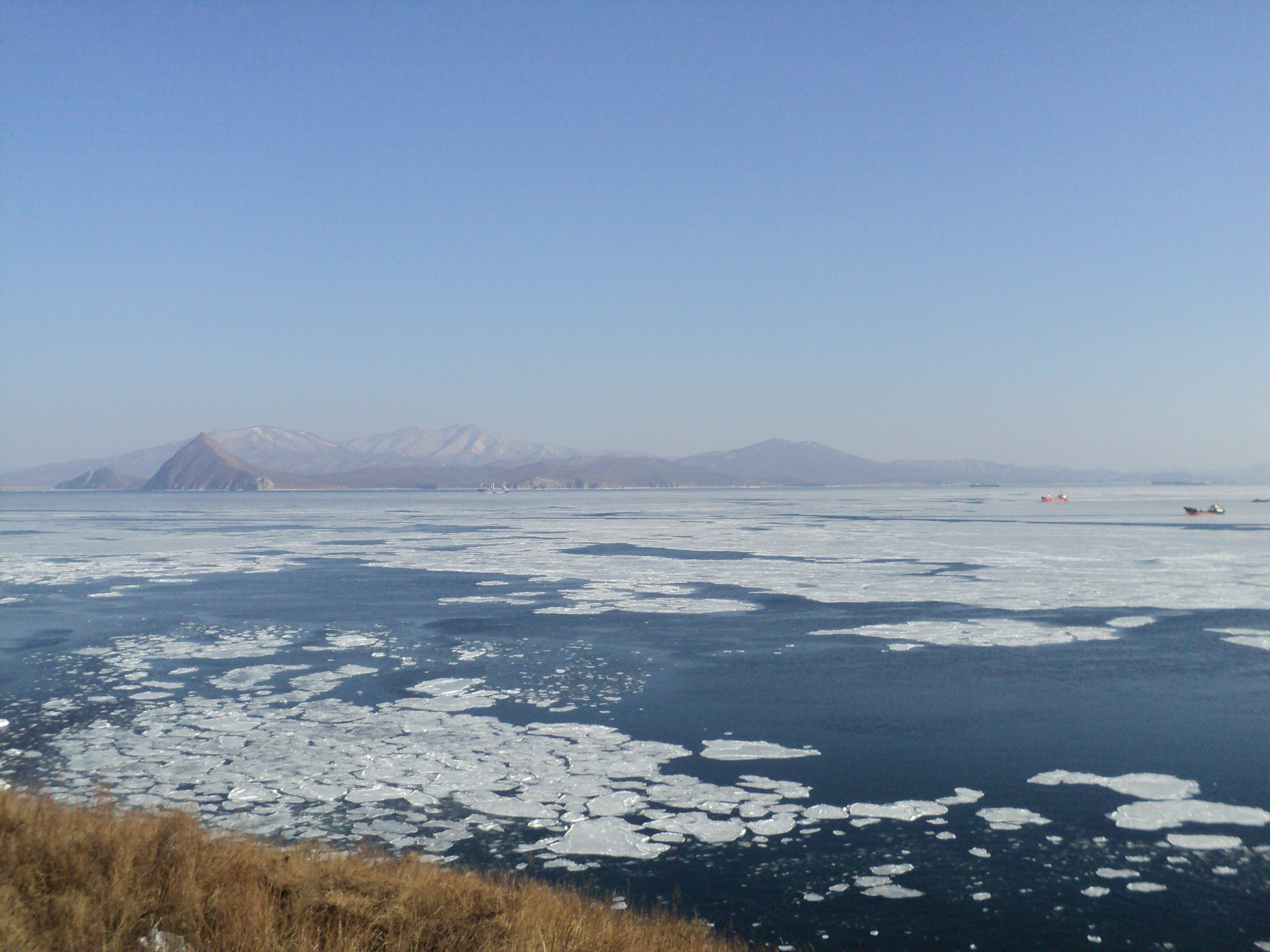
Залив Находка в январе

### Метеоусловия
Летом в заливах Находка и Восток преобладают юго-восточные ветра; возможен занос с моря крупной зыби, создающей угрозу судам, стоящим у северной стенки в бухте Находка. Зимой господствуют северо-восточные ветры. При замерзании бухты Находка навигация осуществляется с помощью ледоколов.
Наиболее удобными якорными местами на акватории порта имеют заливы Находка, Восток и бухта Преображения. Усиление ветра летом происходит внезапно, вызывая крупное волнение на море. Летний муссон приносит тёплую погоду и обильные осадки, во второй половине сезона возможны тропические циклоны. Осенью устанавливается сухая солнечная погода. Зимой преобладает ясная погода. Морской порт является местом убежища судов во время шторма (за исключением бухты Новицкого).

## Операторы терминалов
Грузовые терминалы порта расположены на западных берегах залива Находка. Здесь сосредоточено 3 крупнейших оператора специализированных терминалов: «Евраз Находкинский морской торговый порт», «Находкинский морской рыбный порт» и «РН-Морской терминал Находка» (ранее — «Находкинский морской нефтеналивной порт»).
| Оператор                                | Функция терминала | Площадь терминала, га | Количество причалов | Длина причального фронта, м | Пропускная способность, тыс. т в год |
| --------------------------------------- | ----------------- | --------------------- | ------------------- | --------------------------- | ------------------------------------ |
| Евраз НМТП                              | универсальный     | 72,85                 | 21                  | 3405                        | 9000                                 |
| РН-Морской терминал Находка             | нефтяной          | 4,64                  | 7                   | 1163                        | 7000                                 |
| Находкинский международный терминал     | универсальный     | 12,9                  | 3                   | 330                         | 4800                                 |
| Терминал Астафьева                      | универсальный     | 7,65                  | 2                   | 350                         | 1500                                 |
| Дальмормонтаж ул. Шефнера               | универсальный     | 4,4                   | 1                   | 41                          | 1045                                 |
| ДВСМЗ                                   | универсальный     | 8,77                  | 3                   | 502                         | 814                                  |
| Находка-Сасна ул. Судоремонтная         | универсальный     | 1,28                  | 1                   | 280                         | 572                                  |
| Аттис Энтерпрайс ул. Шефнера            | универсальный     | 0,90                  | 1                   | 137                         | 550                                  |
| НМРП                                    | универсальный     | 21,1                  | 6                   | 942                         | 548                                  |
| Порт Восточные Ворота-ПЗ                | универсальный     | 10,11                 | 9                   | 1134                        | 500                                  |
| Трансбункер-Приморье ул. Судоремонтная  | нефтяной          | 2,42                  | 2                   | 146                         | 360                                  |
| НСРЗ                                    | универсальный     | 18,04                 | 9                   | 1656                        | 290                                  |
| Гейзер ул. Набережная                   | универсальный     | 1,96                  | 1                   | 126                         | 250                                  |
| Коммерческий порт Ливадия мыс Астафьева | универсальный     | 4,79                  | 1                   | 174                         | 200                                  |
| Южморрыбфлот                            | рыбный            | 9,62                  | 2                   | 722                         | 138,7                                |
| Дальморгидрострой ул. Портовая          | инертные грузы    | 1,4                   | 2                   | 124                         | 100                                  |
| Лесной терминал ул. Набережная          | универсальный     | 1,92                  | 1                   | 92                          | 68,3                                 |
| Фарист Лайн ул. Молодёжная              | универсальный     | 0,51                  | 1                   | 100                         | 38                                   |
| НБАМР                                   | рыбный            | 14,84                 | 7                   | 790                         | 6,47                                 |
| Судоремонтный комплекс-ПЗ               | судоремонтный     | 6,86                  | 10                  | 2069                        | —                                    |
| Посейдон микрорайон Ливадия             | рыбный            | 18,92                 | 2                   | 481                         | —                                    |
| Тихий океан микрорайон Ливадия          | рыбный            | 11,54                 | 5                   | 392                         | —                                    |

К порту Находка относятся также операторы морских терминалов по комплексному обслуживанию рыболовных судов: ОАО «Преображенская база тралового флота» в п. Преображение Лазовского района, ОАО «Моряк-Рыболов» в п. Моряк-Рыболов Ольгинского района, ЗАО «Приморский межколхозный судоремонтный завод» и рыболовецкий колхоз «Приморец» в п. Подъяпольское Шкотовского района, ООО «Акватехнологии» в с. Каменка Дальнегорского городского округа.

## Судоремонт
В бухте Находка действуют «Находкинский судоремонтный завод», «Судоремонтный комплекс-Приморский завод», «Дальневосточный судомеханический завод», «Гайдамакский судоремонтный завод». Производится комплексный ремонт всех типов судов, включая докование. Мелкий ремонт осуществляется также в портовых пунктах.